# ختنه‌سوران
ختنه‌سوران جشنی است که به مناسبت سلامتی کودک پس از ختنه کردن برپا می‌شود. زمان برگزاری این جشن معمولاً در بعدازظهر همان روز ختنه کردن است. رسم بر این است که مهمانان برای کودک هدیه‌ای بیاورند.

## خرافات
گفته می‌شد که اگر پدری برای پسرش ختنه‌سوران نگیرد، پیش از عروسی پسر خواهد مرد.